# رویارویی (مجموعه تلویزیونی)
رویارویی (به انگلیسی: Encounter) محصول کشور کره جنوبی در سال ۲۰۱۸ تا ۲۰۱۹ است. این سریال در ۱۶ قسمت ۷۰ دقیقه ای از شبکه tvN به نمایش درآمد و با استقبال خوبی مواجه شد. بازیگران اصلی این سریال سونگ هه-کیو و پارک بوگوم هستند.

## خلاصه داستان
چا سوهیون(سونگ هه-کیو) فرزند خانواده ای سیاسی است. او به اجبار خانواده اش با پسری از خانواده ای پرنفوذ سیاسی ازدواج کرده و بعد از چند سال ازهم جدا شدند و هتلی را بعنوان نفقه دریافت کرده‌است. او برای تأسیس شعبه جدید هتلش به کوبا می‌رود و در آنجا گم می‌شود و به‌طور اتفاقی با کیم جین هیوک(پارک بوگوم) رو به رو می‌شود و…

## بازیگران
| نام         | کاراکتر      |
| ----------- | ------------ |
| سونگ هه کیو | چا سو هیون   |
| پارک بوگوم  | کیم جین هیوک |

| نام           | کاراکتر       | توضیح                 |
| ------------- | ------------- | --------------------- |
| جانگ سئونگ جو | جونگ وو سئوک  | همسر سابق سوهیون      |
| مونگ سون-کئو  | چا جونگ هیون  | پدر سوهیون            |
| نام گی ئه     | جین می اوک    | مادر سوهیون           |
| کو چانگ سوک   | نام میونگ سیک | راننده سوهیون         |
| کواک سون یونگ | جانگ می جین   | منشی و دوست سوهیون    |
| چا هوا یون    | کیم هووا جین  | مادر جونگ وو          |
| بک جی وون     | جو یئون جا    | مادر کیم جین هیوک     |
| شین جونگ-گون  | کیم جانگ سو   | پدر کیم جین هیوک      |
| کیم جو هون    | لی دائه چان   | صاحب رستوران حلزون    |
| پارک جین-جو   | ائون جین      | دوست و همکار جین هیوک |

## بازخورد
این سریال با استقبال خوبی در کره جنوبی مواجه شد و در سایت IMDb با نمره ۸/۸ به کار خود پایان داد. همچنین در کشورهای شرق آسیایی چون ژاپن و فیلیپین نیز ریتینگ خوبی بدست آورد.
این سریال توسط بیش از پنجاه کشور، خریداری و دوبله شد.